# Rodzice, miejcie się na baczności
Rodzice, miejcie się na baczności (ang. The Parent Trap), komedia rodzinna, zrealizowana na motywach książki Ericha Kästnera Mania czy Ania. Historia dwóch identycznych dziewczynek, które spotykają się na kolonii letniej.

## Fabuła
Identyczne nastolatki, Susan Evers i Sharon McKendrick, trafiają na ten sam obóz letni. Od początku nie darzą się sympatią i płatają sobie liczne figle i złośliwości. Wreszcie, podczas potańcówki, dochodzi pomiędzy nimi do bójki. Po tym wybryku, trafiają za karę do wspólnego domku. Zmuszone przebywać większość czasu razem, zaczynają rozmawiać i odkrywają, że są siostrami, którymi rodzice „podzielili się” po rozwodzie. Pragnące od zawsze poznać drugiego rodzica dziewczynki zamierzają zamienić się miejscami. Z czasem wpadają na kolejny pomysł - połączenia rodziców na nowo. Dziewczynki liczą na to, że po odkryciu prawdziwej tożsamości, rodzice będą musieli się spotkać, aby przywrócić uregulowany prawnie stan rzeczy.
Realizacja tego planu napotyka na trudności. Gdy Sharon (udająca Susan) dociera do domu ojca w Kalifornii, okazuje się, że w życiu ojca pojawiła się inna kobieta, dwudziestosześcioletnia Vicky Robinson. Sharon dowiaduje się od Verbeny, że Vicky interesują głównie pieniądze i wcale nie kocha jej ojca. Dzwoni do Susan, wzywając siostrę na pomoc. Początkowo Susan nie docenia zagrożenia i Sharon sama próbuje wyperswadować ojcu małżeństwo. Tymczasem Verbena, obserwując zmiany w zachowaniu dziecka, zaczyna coś podejrzewać. Ostatecznie Sharon wyjawia jej swoją tożsamość, zyskując sojusznika. Sharon drugi raz alarmuje Susan o planach ojca. Tym razem Susan nie lekceważy sprawy. Zostaje też zdemaskowana przez swego dziadka. Ostatecznie dziadek przystępuje do 'spisku'. Susan przyznaje się mamie, że jest jej drugą córką. Obydwie wyruszają do Kalifornii. Matka jest przekonana, że głównym celem podróży jest zamiana sióstr i ustalenie z ich ojcem lepszych zasad opieki nad dziećmi. Jednak w głębi duszy liczy na coś więcej. 'Spiskowcy' nie chcąc jej zniechęcić, nie informują jej o Vicky. Wkrótce po przyjeździe do domu ojca, dzieci wyjawiają jej resztę prawdy. Dochodzi do kilku zabawnych scen, bowiem córki celowo nie powiadomiły ojca o przyjeździe jego byłej żony. Dzieciom udaje się namówić rodziców na romantyczną kolację, podczas której dzieci starają się odtworzyć pierwszą randkę rodziców. Niestety, wbrew nadziejom sióstr, rodzice nie godzą się. Następnego dnia, gdy matka chce wracać z Sharon, siostry nie chcą wyjawić, która z nich jest Sharon i stawiają warunek, aby rodzice wyjechali z nimi na kilkudniowy pobyt w górach. Protestuje przeciwko temu Vicky, matka dzieci przyznaje jej rację. Ostatecznie Vicky, wbrew nadziejom dzieci, jedzie zamiast ich matki. Vicky nie jest przyzwyczajona do obozowych warunków, a siostry dodatkowo robią jej złośliwe figle. Ostatnim z nich jest posmarowanie miodem nóg śpiącej Vicky. Zwabione niedźwiadki budzą Vicky, wylizując jej nogi. Przerażona i wściekła Vicky zrywa z narzeczonym, a jednej z sióstr wymierza siarczysty policzek, mówiąc żeby podzieliła się nim z siostrą. Dzieci z ojcem wracają do domu. Podczas kolacji dochodzi do pogodzenia rodziców.

## Obsada
- Hayley Mills jako Susan Evers / Sharon McKendrick
- Maureen O’Hara jako Margaret McKendrick (matka sióstr)
- Brian Keith jako Mitch Evers (ojciec sióstr)
- Joanna Barnes jako Vicky Robinson (narzeczona ojca)
- Charlie Ruggles jako Charles McKendrick (dziadek sióstr)
- Cathleen Nesbitt jako Louise McKendrick (babcia sióstr)
- Una Merkel jako Verbena (gospodyni u ojca sióstr)
- Leo G. Carroll jako pastor
- Linda Watkins jako Edna Robinson (matka Vicky)
- Ruth McDevitt jako Miss Abbey Inch (kierowniczka obozu)

## Nagrody i nominacje[1]
- Oscary 1962 - 2 nominacje
- Eddie 1962 (Stowarzyszenie Amerykańskich Montażystów Filmowych) - nagroda
- Złote Globy 1962 - 2 nominacje
- Nagroda Grammy 1962 - 1 nominacja
- Laurel Awards - 2 nagrody + 1 nominacja
- Writers Guild of America 1962 - 1 nominacja

## Efekty specjalne
Film uznawany jest za istotny dla rozwoju techniki efektów specjalnych. Głównie chodziło o jednocześnie pojawiające się na ekranie Susan i Sharon. Podstawową techniką 'powielenia postaci' było dwukrotne filmowanie z nieruchomej kamery. Aktorka odgrywała rolę jednej z sióstr, pamiętając aby nie wyjść poza ograniczone pole. Następnie zmieniała pozycję i odgrywała scenę drugiej siostry. Obie części taśmy później przecinano i łączono (miejsce połączenia wypada na ogól wzdłuż pionowego, ciemnego motywu). Metoda w większości scen doskonale się sprawdziła (równoważna technika to dwukrotne filmowanie z wykorzystaniem tej samej taśmy przy zasłonięciu różnych części klatki nieprzezroczystą płytką). Jednak w scenie występu sióstr przed rodzicami, jedna z rąk aktorki znika częściowo na ułamek sekundy, bowiem ramię znalazło się na części przydzielonej drugiej siostrze. Dla ułatwienia aktorce wczucia się w scenę, w usuniętej części znajdowała się zwykle dublerka aktorki. Dublerka grała również rolę siostry, w przypadku gdy w scenie nie widać było twarzy.

## Kontynuacje i remaki
Film jest luźną adaptacją książki Ericha Kästnera. Inne adaptacje tej książki to:
- Twice upon a time (1953) pierwsza adaptacja anglojęzyczna (brytyjska)[3]
- Charlie i Luiza (1994) niemieckojęzyczna adaptacja
- Nie wierzcie bliźniaczkom (1998) traktowany jako remake omawianego filmu z 1961 r.

Kontynuacje filmu z Hayley Mills:
- Nie wierzcie bliźniaczkom 2 (1986)
- Nie wierzcie bliźniaczkom 3 (1989)
- Nie wierzcie bliźniaczkom: Hawajskie wakacje (1989)

Film wykorzystujący motyw zamiany miejsc przez podobne do siebie dzieci i intrygę w celu zeswatania bliskich osób:
- Czy to ty, czy to ja? (1995)